# Saut-d'Eau
Pour les articles ayant des titres homophones, voir Saut d'Eau, Soddo et Sodo.

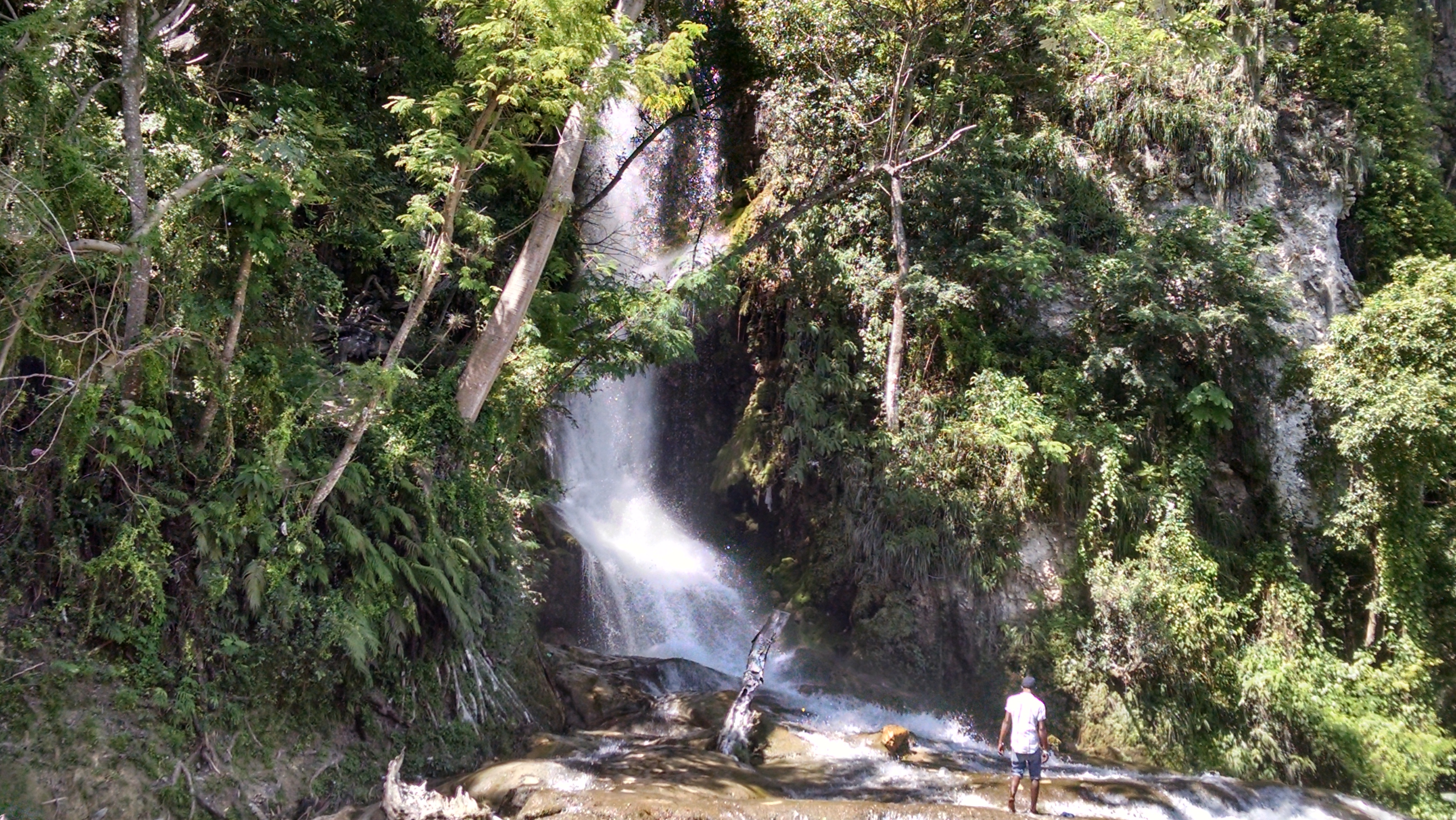

Saut-d'Eau (Sodo en créole haïtien) est une commune d'Haïti située dans le département du Centre, arrondissement de Mirebalais.

## Toponymie
La commune de Saut-d'Eau doit son nom à une chute d'eau appelé Le Saut dont les eaux proviennent de la Montagne Terrible. Ce lieu est un endroit sacré pour les croyants catholiques et vaudou. les vaudouisants vénèrent des esprits vaudou tels que les Lwa, Erzulie. La ville est devenue de plus en plus un véritable centre touristique où des milliers de visiteurs s'y rendent pour apprécier cette charmante cité ou la paix et la chaleur humaine attirent le plus casanier du monde. L'État a consenti de grands efforts pour réhausser l'image de cette petite ville de campagne. l'électricité est présente 24 heures sur 24 ainsi que l'eau courante. De nombreuses rues de la ville ont été bétonnées ou adoquinées. Ce qui donne une belle allure à cet endroit agréable par plusieurs de ses aspects.

## Démographie
La commune est peuplée de 39 069 habitants(recensement par estimation de 2015).

## Administration
La commune est composée des sections communales de :
- Canot (ou Rivière Canot)
- La Selle
- Coupe Mardi Gras
- Montagne Terrible

## Religion
Tous les cultes sont représentés à Saut d'eau mais la plupart de ses habitants sont de tradition catholique. Chaque année, au mois de juillet, a lieu un important pèlerinage en l'honneur de la fête patronale de la Vierge Marie du Mont-Carmel, surnommée Vierge Miracles. Cette fête rassemble plusieurs milliers de pèlerins venant d'Haïti, de la République dominicaine et de la diaspora. Beaucoup d'entre eux, les vodoos surtout profitent de ce moment pour prendre le bain rituel censé apporter de la chance et pour offrir des sacrifices au Loa Erzulie.

## Économie
L'économie locale repose sur la culture du coton, des agrumes et du maïs. Malgré l'importante déforestation, la région est encore riche en eau et en végétation.